# すてきなひととき
すてきなひとときは、日本の男女お笑いコンビ。サンミュージックプロダクション所属。旧コンビ名は「下町ミュンスター」。

## メンバー
ろぱ仔（ろぱこ、1989年7月17日（36歳） - ）
ボケ（ネタによってはツッコミ）担当。
愛知県名古屋市出身。身長151 cm、体重44 kg。足の大きさ23 cm。BWHはそれぞれ84・70・90。血液型はA型。
NSC大阪校31期出身。
趣味は大相撲観戦。田子ノ浦部屋贔屓で、髙安晃からお願いされて身体を洗ったことがある。特技は相撲替え歌、10秒で力士の絵を描くこと、卑猥な豆知識、自撮り写真の加工アプリを使っているか見分けられること。

岩佐（本名：岩佐 賢吾〈いわさ けんご〉1988年1月25日（37歳） - ）
ツッコミ（ネタによってはボケ）担当。
愛知県名古屋市出身、中部大学卒業。身長177 cm、体重56 kg。足の大きさ26.5 cm。BWHはそれぞれ86・71・87。血液型はB型。
趣味はグラドル鑑賞、飲み歩き。特技はルービックキューブ、テトリス。
普通自動車免許、剣道初段を所持している。

## 来歴
岩佐は大学在学時にコンビ「リーチ一発」を組み、2010年には上京するも1年ほどして解散。その後はピン芸人としての活動とコンビの結成（かつての相方の1人にはマーフィーがいる）を繰り返し、共通の知人からろぱ仔を紹介されたことで現在のコンビとなる。
ろぱ仔は2013年から地元に位置する名古屋よしもとにてめぐっぺ（現・坂根めぐみ）とのコンビ「ステ味ドロップ」として活動、2015年には解散した。その頃ちょうど実家が東京へ引っ越すことになったため、それに伴って上京した。
2025年5月5日、コンビ名を下町ミュンスターから「すてきなひととき」に改名したことを報告。

## 芸風
コントと漫才両方を演じ、男女間のすれ違いなどを題材にしたネタを得意とする。キングオブコント2019では準々決勝進出。
ネタはろぱ仔の実家において2人で作っている。これはろぱ仔の実母が、外だとお金がかかるから家で作るのを提案したため。
『勇者ああああ』へ出演した際、アルコ&ピースから「下ネタをしていても清潔感がある」と評された。

## 出演
- クイズ!オンリー1（TBS）ろぱ仔のみ
- シモネタGP2018シモ半期（AbemaTV）
- 勇者ああああ（テレビ東京）[9]
- ダウンタウンのガキの使いやあらへんで!（日本テレビ）- 2022年2月6日「山-1グランプリ」[10]